# Pheia serpensis
Pheia serpensis är en fjärilsart som beskrevs av William James Kaye 1919. Pheia serpensis ingår i släktet Pheia och familjen björnspinnare. Inga underarter finns listade i Catalogue of Life.